# Котлер, Юрий Львович
Юрий Львович Котлер (26 мая 1930, Москва — 13 февраля 2020, там же) — русский прозаик, журналист и драматург, педагог.

## Биография
Юрий Львович Котлер родился 26 мая 1930 года в Москве. Окончил Литературный институт имени А. М. Горького.
Работал в журнале «Советский Союз» (1957—1991), учителем средней школы на Кубани, слесарем-монтажником, специальным корреспондентом «Комсомольской правды», «Известий». Сотрудничал с журналом «Новый мир».
С 1994 по 2017 г.г. — Ответственный секретарь в журнале поэзии «Арион».
Юрий Львович Котлер автор девяти публицистических книг. Награждён орденом «Знак Почёта», медалями. В мае 2013 года — Почётной грамотой Федерального агентства по печати и массовым коммуникациям «За многолетний и плодотворный труд и вклад в развитие средств массовой коммуникации».

## Награды
- Заслуженный работник культуры РСФСР
- Заслуженный деятель искусств Венгерской Народной Республики
- Орден «Знак Почёта»
- Грамоты, медали

## Семья
- Сын — Котлер, Юрий Юрьевич (1968 — 2018), старший вице-президент ВТБ (2013—2015), руководитель проекта «Кадровый резерв — Профессиональная команда страны», советник Председателя Высшего Совета политической партии «Единая Россия». Застрелился[3].